# Танявське нафтогазоконденсатне родовище
Танявське нафтогазоконденсатне родовище — належить до Бориславсько-Покутського нафтогазоносного району Передкарпатської нафтогазоносної області Західного нафтогазоносного регіону України.

## Опис
Розташоване у Долинському районі Івано-Франківської області на відстані 24 км від м. Долина.
Знаходиться в першому ярусі складок центр. частини Бориславсько-Покутської зони.
Виявлене в 1961 р. Район родовища характеризується покривно-лускуватим стилем тектоніки. По відкладах палеогену Танявська складка є дещо асиметричною напівбрахіантикліналлю північно-західного простягання. Поперечним скидом амплітудою 50-100 м складка розділена на Танявський і Моршинський блоки, останній поздовжніми підкидами розбитий на 5 частин. Розміри структури 5,5х4,2 м, висота у Моршинському блоці становить 400 м, у Танявському — 200 м. Продуктивний елемент на Танявському родовищі має вигляд монокліналі. Довжина продуктивного блоку по утвореннях палеоцену 1,7 м, ширина 1,3 м, висота 500 м.
Перший промисловий приплив нафти дебітом 1,5 м³/добу при періодичному фонтануванні отримано в 1965 р. з нижньоменілітових утворень Танявської складки (інт. 3799-4005 м).
Поклади пластові, склепінчасті, тектонічно екрановані. Режим Покладів пружний. Колектори — пласти пісковиків та алевролітів.
Експлуатується з 1968 р. Запаси початкові видобувні категорій А+В+С1: нафти — 852 тис. т; розчиненого газу — 3326 млн. м³; газу — 713 млн. м³; конденсату — 176 тис. т. Густина дегазованої нафти 841 кг/м³. Вміст сірки у нафті до 0,36 мас.%.